# 4G

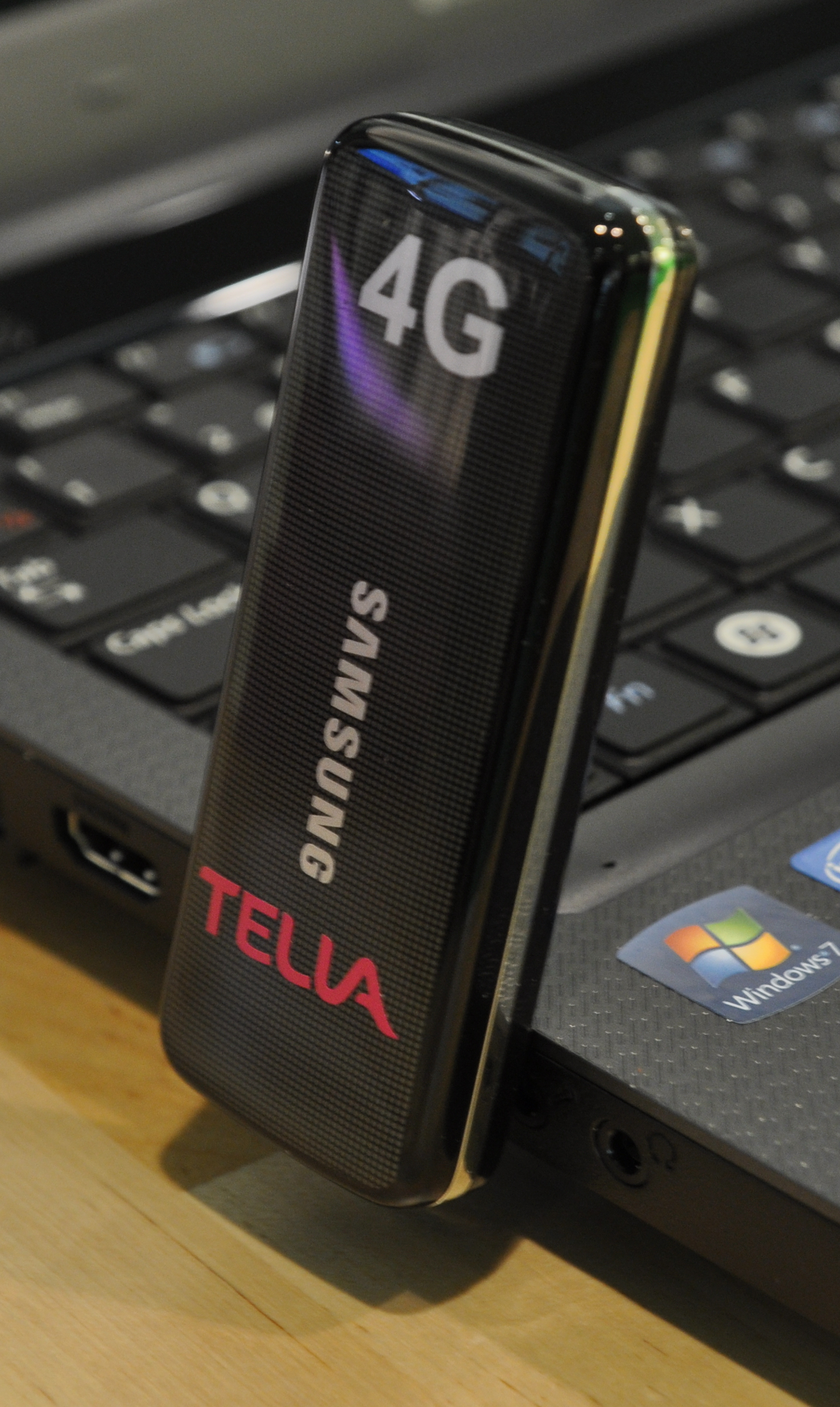
Ett LTE-modem.

4G är fjärde generationens mobilkommunikation, ett samlingsnamn på framtida standarder bortom 3G. 4G är främst avsedd för ultrabredbandig internetåtkomst. En fördel med 4G-tekniken jämfört med 3G är att den kan erbjuda både bra täckning och höga hastigheter, genom att använda flera olika frekvensband. För att en kommunikationsteknik ska få kallas 4G krävs egentligen att den kan erbjuda hastigheter på ungefär 100 Megabit per sekund till användare som färdas i höga hastigheter (på tåg och med bil) och 1 Gbit/sekund till långsamt rörliga användare, och således uppfyller specifikationen IMT-advanced, som är standardiseringsorganet ITU:s kriterier för 4G-system. Tidiga versioner av standarder som ännu inte kommit upp i 1 Gbit/s, men som potentiellt kan vidareutvecklas, kan betraktas som 4G.  
Ett sista steg före införandet av 4G i de europeiska 3G-mobilnäten är första versionen av 3GPP-tekniken LTE (long term evolution), ibland benämnd ”3.9G”. Flera nätoperatörer har erhållit frekvenser i 2,6 GHz-bandet för LTE, och världens första kommersiella LTE-nät öppnades i Oslo och Stockholm av Telia Sonera den 14 december 2009. Teoretiskt gav första versionen av LTE bitöverföringshastigheter på 100 Mbit/s nedströms och 50 Mbit/s uppströms till långsamt rörliga användare, och nådde således inte upp till kraven på ett 4G-system, men lanserades ändå som 4G i media och av nätoperatörer. En ny version av LTE benämnd LTE-Advanced standardiserades våren 2011, med syftet att uppfylla och passera ITU:s krav på 4G-system, inklusive 1 Gbit/s teoretiskt högsta möjliga datatakt. Konsumentutrustning och tjänster för LTE-Advanced fanns emellertid ännu inte tillgängliga (april 2012). LTE-Advanced ska vara bakåtkompatibelt med första LTE-versionen, och använda samma frekvensband.
Även Mobile WiMAX-tekniken från 2006 kallas 4G. En ny WiMAX-version med syfte att uppfylla 4G-kraven enligt IMT-advanced presenterades också våren 2011, och ansågs kunna bli en konkurrent till LTE-Advanced. 
ITU accepterar numera att tidiga versioner av standarder som utgör framåtkompatibla föregångare till IMT-advancedkompatibla versioner kallas 4G. Således kan Mobile-Wimax från 2006 och första versionen av LTE från 2009 kallas 4G.
4G är det första renodlade datanätet, vilket innebär att det endast kan hantera data och inte vanliga telefonsamtal.

## Underliggande teknik
I 3G-system fanns dubbla nätinfrastrukturer, dels bestående av GPRS-noder för paketförmedling (främst för IP-kommunikation), dels traditionella kretskopplade växlar såsom AXE-växlar (för bland annat konventionell telefoni). 4G-system, LTE och WiMAX är helt IP-baserade, det vill säga erbjuder enbart infrastruktur för paketförmedling. IP-telefoni är därmed fortfarande möjligt, men inte kretskopplad telefoni. 
För 4G-system finns ambitionen att mobilsystemen ska smälta ihop med till exempel Wi-Fi och WiMAX så att roaming och handover kan ske mellan nät som använder olika tekniker. 
Till skillnad från 3G använder 4G, LTE och WiMAX inte CDMA (bandspridningsteknik), utan flerbärvågsmodulation (OFDMA, en fleranvändarversion av OFDM) och/eller annan frekvensdomänsutjämning (SC-FDE, single carrier-frequency domain equalization).

## 3.5G
3.5G är samlingsnamnet för ett antal mobiltelefonitekniker som ökar 3G-systemets kapacitet och hastighet, till exempel HSDPA och HSUPA.

## Sverige
I Sverige auktionerade Post- och telestyrelsen ut fem licenser till högstbjudande och 8 maj 2008 meddelades att operatörerna Hi3G Access AB, Intel Capital Corporation, Tele2, Telenor och Telia Sonera tilldelats varsin licens. Det samlade priset blev knappt 2,1 miljarder kronor.
I januari 2009 meddelade Telia Sonera att man startat utbyggnaden av 4G-nät i Stockholm (i innerstaden innanför tullarna, Kista Centrum, Globen, Stockholmsmässan i Älvsjö och i Farsta) samt i Oslo i huvudsak innanför Ring 3.
I april 2009 meddelade Telenor och Tele 2 att de skall starta utbyggnaden av ett gemensamt LTE-nät under 2010. Från starten, år 2010, fanns Telenors LTE-utbud i Karlskrona, Malmö, Göteborg och Stockholm. Nätutbyggnaden skred därefter fram och sedan tredje kvartalet 2011 finns 4G även i Lund, Helsingborg, delar av västra Gotland, Jönköping, Linköping, Norrköping, Nyköping, Västerås och Uppsala.
I juni 2009 visade Telia Sonera och norska dotterbolaget NetCom i Oslo upp den första uppkopplingen i världen gjord på ett kommersiellt LTE-nät.
Den 14 december 2009 lanserade TeliaSonera, som första telekomoperatör i världen, LTE i Stockholm och Oslo. Telia Sonera lanserar tekniken som 4G trots att LTE ännu inte uppfyller ITU:s krav.[källa behövs]
Den 15 december 2010 blev Umeå Sveriges tjugonde stad med 4G-möjligheter, när Telia öppnade sitt nät där.. Ett knappt år senare, den 12 december 2011, öppnade även Tele2 4G i Umeå.
Det första prisexemplet på LTE för privatpersoner låg på 600 kronor i månaden 2009.[källa behövs]
Under hösten 2013 tog den oberoende mobilåterförsäljaren The Phone House fram siffror och en medföljande karta som visade hur snabbt 4G mobilsurf som konsumenter kunde få med de marknadstillgängliga operatörerna i Stockholms tunnelbanesystem.. Under början av 2014 utförde The Phone House ytterligare en undersökning och tog fram kartor över sju av Sveriges fjäll vilka visade exakt var någonstans mobilsurfet med 4G var som bäst. Detta på orterna Sälen, Idre, Romme, Åre, Vemdalen, Kungsberget och Kläppen norra..